# Аншюц-Томс, Даниела
Даниела Аншюц-Томс (нем. Daniela Anschütz-Thoms; род. 20 ноября 1974 года, Эрфурт, ГДР) — немецкая конькобежка, участница зимних Олимпийских игр 2002 года, Олимпийская чемпионка 2006 и 2010 года, чемпионка мира, призёр чемпионата мира на отдельных дистанциях. 10-кратная чемпионка Германии на отдельных дистанциях, 24-кратная призёр.

## Биография
Даниела Аншюц начала заниматься конькобежным спортом в возрасте 10 лет в клубе "ESC Erfurt" под руководством Штефана Гнейпеля. В 1989 году впервые участвовала в крупном турнире, на детско-юношеской спартакиаде ГДР. С 1990 года участвовала на юниорском чемпионате Германии, что привело к чемпионскому званию в многоборье в 1994 году. В 1996 году Даниела выиграла "бронзу" в многоборье на чемпионате Германии и дебютировала на Кубке мира.
В сезоне 1998/99 она впервые выиграла серебряные медали на чемпионате Германии в многоборье и в забеге на 5000 м. В январе 1999 года на дебютном чемпионате Европы в Херенвене, где заняла 9-е место в сумме многоборья, а на чемпионате мира на отдельных дистанциях в Херенвене стала 15-й на дистанции 1500 м. Также Аншюц участвовала на чемпионате мира в Хамаре.
В 2001 году она поднялась на 5-е место на чемпионате Европы в многоборье, а после заняла 11-е место в забеге на 5000 м на чемпионате мира на отдельных дистанциях в Солт-Лейк-Сити. В сезоне 2001/2002 стала чемпионкой Германии на дистанции 5000 м, а в январе 2002 года заняла 7-е место на домашнем чемпионате Европы в Эрфурте.
На своих первых зимних Олимпийских играх в Солт-Лейк-Сити Даниела заняла 12-е места в забегах на 3000 и 5000 м. На чемпионате мира в Херенвене стала 13-й в сумме многоборья. В 2003 году стала 4-й на чемпионате Европы. В марте на чемпионате мира в Гётеборге стала бронзовым призёром в сумме многоборья.
В 2004 году она была далека от призовых мест на чемпионатах мира и Европы, а вот в 2005 году завоевала "серебро" в многоборье на чемпионате Европы в Херенвене, следом на Кубке мира дважды стала 2-й на дистанции 1500 м, дважды 3-й на дистанции 3000 м и 1-й в командной гонке. В феврале на чемпионате мира в Москве заняла 4-е место в многоборье.
В 2006 году на зимних Олимпийских играх в Турине Аншюц завоевала золотую медаль в командной гонке, заняла 10-е место в забеге на 1500 м, 5-е на 5000 м и 6-е на 3000 м. В марте 2007 года она вместе с Клаудией Пехштайн и Люсилль Опиц завоевала бронзовую медаль на чемпионате мира на отдельных дистанциях в Солт-Лейк-Сити в командной гонке.
В сезоне 2007/08 она стала трёхкратной чемпионкой Германии на дистанциях 1000, 1500 и 3000 м, в январе 2008 заняла 5-е место на чемпионате Европы в многоборье и 6-е на чемпионате мира в классическом многоборье в Берлине. В марте стала бронзовым призёром на чемпионате мира в Нагано на дистанции 3000 м и в командной гонке.
Через год Даниела завоевала серебряную медаль в многоборье на чемпионате Европы в Херенвене, а на чемпионате мира на отдельных дистанциях в Ричмонде стала 4-й на дистанции 1500 м. В 2010 году вновь стала 3-й на чемпионате Европы в Хамаре.
На зимних Олимпийских играх в Ванкувере во второй раз стала чемпионкой в командной гонке, а также заняла 4-е места на дистанциях 3000 и 5000 м и 10-е на 1500 м. В марте на чемпионате мира в Херенвене заняла 4-е место в многоборье. 17 июля 2010 года завершила карьеру спортсменки из-за проблем со спиной и коленом. Её называли "королевой 4 места", так как 24 раза финишировала четвёртой на крупных соревнованиях.

## Личная жизнь
Даниела Аншюц в декабре 2005 года вышла замуж за бывшего конькобежца Мариана Томса, после чего стала выступать под двойной фамилией. Она работала помощником юриста, бизнес-менеджером и являлась солдатом  Бундесвера. В ноябре Даниела сообщила, что ждёт первого ребёнка в марте 2014 года. 

## Награды
- 26 апреля 2006 года - награждена Серебряным лавровым листом